# Stella (Südafrika)
Stella ist ein Ort in der südafrikanischen Provinz Nordwest (North West). Er liegt in der Gemeinde Naledi im Distrikt Dr Ruth Segomotsi Mompati.

## Geographie
Stella hat 890 Einwohner (Volkszählung 2011). Westlich des Ortes liegt die Townshipsiedlung Rekgaritlhile mit 3801 Einwohnern. Die Umgebung ist flach.

## Geschichte
Der Ort wurde nach der Tochter eines Farmbesitzers benannt. Der unmittelbar südwestlich des Ortes gelegene Salzsee wurde zur Gewinnung von Speisesalz genutzt.

## Wirtschaft und Verkehr
Der Ort ist landwirtschaftlich orientiert. Vor allem wird Viehzucht betrieben; jeden Oktober findet das Stella Beesfees (Afrikaans für „Stella-Rinderfest“) statt.
Die Nationalstraße N18, die unter anderem Vryburg im Südwesten mit Mahikeng im Nordosten verbindet, führt durch Stella. Die R377 verläuft etwa im rechten Winkel dazu und erreicht unter anderem Delareyville im Osten.